# Dietrich Schulz-Köhn
Dietrich Schulz-Köhn (* 28. Dezember 1912 in Sonneberg in Thüringen; † 7. Dezember 1999 in Erftstadt bei Köln) war ein deutscher Musikschriftsteller und „Dr. Jazz“ genannter Radiomoderator. Er war einer der bekanntesten deutschen Jazz-Experten, daneben gehörten auch Chanson und Folklore zu seinen Arbeitsgebieten.

## Leben
Dietrich Schulz-Köhn, evangelisch getaufter Sohn von Luise Schulz geborene Köhn und dem Volksschullehrer Wilhelm Schulz, lernte bereits als Kind Geige und Klavier und spielte ab 1929 als Schüler des Realgymnasiums in Magdeburg Schlagzeug und Posaune in einer Schüler-Band. Er studierte Musik, Volkswirtschaft und Sprachen an den Universitäten Freiburg im Breisgau, Frankfurt am Main (dort auch am Konservatorium) und Königsberg (1934–1939) sowie in Exeter in England, wo er Duke Ellington und Louis Armstrong erlebte. So hörte er 1932/1933 am Hoch’schen Konservatorium bei Mátyás Seiber die damals einzige deutsche Lehrveranstaltung über Jazz – die erste Jazzklasse überhaupt. 1936 schloss er seine Ausbildung zum Diplom-Volkswirt ab, 1939 promovierte er an der Universität Königsberg zum Dr. rer. pol. über Die Schallplatte auf dem Weltmarkt.
1934 gründete Schulz-Köhn den ersten deutschen Jazzclub, Swing-Club in Königsberg. Danach war er als Mitarbeiter von Schallplattenfirmen, Rundfunk- und Fernsehanstalten tätig. Ab 1935 war Schulz-Köhn bei der Deutschen Grammophon Gesellschaft beschäftigt. Er gab auch die Platten der Brunswick Records heraus und arbeitete ab 1939 bei Telefunken als Jazz-Redakteur. 1938 trat er in die NSDAP ein, nachdem er 1933 in Magdeburg der SA beigetreten war.
Außerdem war er Korrespondent von ausländischen Zeitschriften, etwa des Billboard und des schwedischen Orkester Journalen. Seit 1935 war er Mitglied von Charles Delaunays Hot Club de France, den er 1936 und 1937 besuchte. Auch an der 1936er Ausgabe von Delaunays Diskografie-Buch arbeitete er mit.
Schulz-Köhn hielt die Kontakte in Paris auch während des Zweiten Weltkriegs und danach aufrecht, obwohl er zunächst zum Oberleutnant der Luftwaffe aufstieg und Delaunay in der Résistance wirkte. Einmal ließ er sich in Wehrmachtsuniform zusammen mit Django Reinhardt und der einzigen damals noch spielenden Band mit afro-amerikanischen Musikern vor dem Club Cygale in Paris fotografieren. In Paris war er nur auf der Durchreise, stationiert war Schulz-Köhn zu dieser Zeit an der französischen Küste, anfangs in Nordfrankreich, dann am Mittelmeer und schließlich in der Normandie.
Da er mit einem Teil seiner Plattensammlung reiste und als Einziger in Frankreich – mit Hugues Panassié, wie er betonte – an neue Jazzplatten kam, machte er sich bei den französischen Jazzfreunden beliebt, indem er seine Platten in Jazzlokalen spielte. Ab 1943 brachte er zusammen mit Hans Blüthner und Gerd Pick Mitteilungen, eine geheime Fan-Zeitung über Jazz, heraus und schrieb dank seiner Kontakte nach Frankreich, Holland, Belgien und Schweden zahlreiche Beiträge. Als Kriegsgefangener in Frankreich hielt er nach 1945 in einem im Gefangenenlager gegründeten Jazzclub Vorträge.
1947 aus der Gefangenschaft entlassen, wurde Schulz-Köhn Mitgründer des Hot-Clubs Hannover, des Hot-Clubs Düsseldorf und der Deutschen Jazz-Föderation. Hauptberuflich war er zunächst Sachbearbeiter der Musikabteilung bei der britischen Militärregierung. Von 1949 bis 1953 war er Manager bei der Schallplattenfirma Decca Records und als solcher verantwortlich für den Matrizenaustausch zwischen der amerikanischen Konzernmutter und ihren deutschen Töchtern. Zudem produzierte er Schallplatten mit Hans Koller, Jutta Hipp und Albert Mangelsdorff.
Bekannt wurde er in den Nachkriegsjahren zunächst als Radiomoderator unter dem Pseudonym Dr. Jazz, beginnend 1948 beim Nordwestdeutschen Rundfunk mit der Sendung Jazz-Almanach, einer Sendung, die „deutlich Hot Jazz orientiert“ war und bis 1952 bestand. Später rief er beim neu gegründeten Westdeutschen Rundfunk (WDR) mehr als 20 Jazzsendungen ins Leben, darunter langjährige Sendereihen. Dabei griff er auf einen Grundstock von rund 4.000 Schellackplatten zurück, die er über den Krieg und im Jahr 1947 über die innerdeutsche Zonengrenze hatte retten können. Von 1957 bis 1978 lief beim WDR seine Sendung Jazz-Informationen. Ähnlich langlebig war Die rauhe Rille, die von 1974 bis 1992 ausgestrahlt, teilweise von seiner Ehefrau, der Sängerin Inge Klaus, moderiert und später von Werner Wunderlich fortgesetzt wurde. Daneben war er, ebenfalls in Köln, beim Deutschlandfunk tätig.
Gemeinsam mit Joachim Ernst Berendt organisierte er 1957 im Auftrag der US-amerikanischen Botschaft die Wanderausstellung Jazz in USA. 1969 war er in Graz Mitbegründer der Internationalen Gesellschaft für Jazzforschung; sein Nachlass und seine Sammlungen befinden sich seit 1985 in der dortigen Internationalen Dr. Dietrich Schulz-Köhn Stiftung. Gemeinsam mit Bruno Tetzner und Glen Buschmann war er Gründer der jeweils mehrwöchigen Kurse für Jazzmusik in Remscheid, in denen Amateurmusiker ausgebildet wurden.
Schulz-Köhn war auch als Buchautor tätig und übersetzte Ken Williamsons Werk This Is Jazz ins Deutsche. Er erhielt von 1958 bis 1961 Lehraufträge für Geschichte des Jazz an der Hochschule für Musik Köln und wurde 1990 verpflichtet, an der Hochschule der Künste Berlin als Honorarprofessor Vorlesungen zu halten.
Ab 1948 war Schulz-Köhn mit der Rundfunkmoderatorin und Jazz-Sängerin Inge Klaus (* 1922, † 1980) verheiratet, die ebenfalls für den Westdeutschen Rundfunk sowie für Radio Luxemburg tätig war, und von 1981 an mit Renate Vogelsang († 1984). 1985 wurde er mit dem Verdienstorden 1. Klasse der Bundesrepublik Deutschland geehrt. Schulz-Köhn spielte Violine, und zu seinen Hobbys gehörte die Kammermusik. Zuletzt lebte er in Liblar bei Köln.

## Auszeichnungen
- Eisernes Kreuz (EK II)
- Erstes Ehrenmitglied der Internationalen Gesellschaft für Jazzforschung in Graz
- Bundesverdienstkreuz (BVK I. Kl.)

## Sonstiges
Jens-Uwe Völmecke brachte mit seinem Kölner Label Jube eine Reihe unter dem Titel Dr. Jazz Collection heraus, u. a. mit Swing-Musik aus dem Paris der Besatzungszeit.
In dem französischen Spielfilm Django – Ein Leben für die Musik (2017) von Étienne Comar wurde Schulz-Köhn von Jan Henrik Stahlberg verkörpert.

## Veröffentlichungen
- mit Heinz Protzer: I got Rhythm. 40 Jazz-Evergreens und ihre Geschichte. Heyne 1994. (Taschenbuchausgabe von Die Evergreen-Story: 40 x Jazz Quadriga, Weinheim, Berlin 1990, ISBN 3-88679-188-2)
- Interview in Klaus Wolbers (Hrsg.): Thats Jazz. Darmstadt 1988.[5]
- mit Dave Kamien: Let’s swing. Jazz zum Mitmachen. Verlagsgesellschaft Schulfernsehen, Köln 1979.
- Vive la Chanson. Bertelsmann, 1969.
- Kleine Geschichte des Jazz. Bertelsmann, 1963.
- Das ist Jazz. Engelbert Verlag, 1963 (Hrsg. von Ken Williamson; Übersetzung und ein Beitrag)
- Stan Kenton. Jazz-Bücherei. Pegasus Verlag, Wetzlar 1961
- Django Reinhardt. Jazz-Bücherei, Pegasus Verlag, 1960.
- mit Walter Gieseler: Jazz in der Schule. Möseler Verlag, Wolfenbüttel 1959.
- Wesen und Gestalten der Jazz Musik. Kevelaer 1951.
- Die Schallplatte auf dem Weltmarkt. Reher, Berlin 1940 (= Dissertation Königsberg 1939)